# Geokichla erythronota
El zorzal dorsirrojo (Geokichla erythronota) es una especie de ave paseriforme de la familia Turdidae endémica de las islas Célebes, en Indonesia. Tradicionalmente, se consideraba al zorzal de Peleng (Geokichla mendeni) como una subespecie de zorzal dorsirrojo, pero en la actualidad se consideran especies separadas.

## Distribución y hábitat
Se encuentra únicamente en los bosques de Célebes y las islas aledañas Buton y Kabaena, localizadas en el este de las islas de la Sonda, pertenecientes a Indonesia. Está amenazado por la pérdida de hábitat.